# Penshurst
Penshurst è un villaggio e parrocchia civile dell'Inghilterra, appartenente alla contea del Kent.

## Monumenti e luoghi d'interesse

### Architetture civili
- Penshurst Place, residenza risalente al 1341[1][2][3][4]